# Gamma-butyrolacton
Gamma-butyrolacton of GBL is een organische verbinding, meer bepaald een lacton, met als brutoformule C4H6O2. De stof komt voor als een kleurloze, olieachtige vloeistof, die weinig hygroscopisch is. Het is een oplosmiddel en reagens in chemische reacties. Het wordt bijvoorbeeld gebruikt voor het verwijderen van graffiti en als oplosmiddel voor superlijm. Het is gerelateerd aan het slaapmiddel en partydrug GHB.

## Synthese
Commercieel wordt GBL bereid door maleïnezuur of barnsteenzuur, de anhydridevorm of esters van deze zuren, in de dampfase met waterstofgas over een metallische katalysator te leiden. Naargelang de reactieomstandigheden en de gebruikte katalysator wordt er ook tetrahydrofuraan en 1,4-butaandiol gevormd. Deze kunnen gescheiden worden door destillatie.
In het laboratorium kan het bereid worden door tetrahydrofuraan te oxideren met ruthenium(VIII)oxide.

## Toepassingen
Gamma-butyrolacton is een intermediair in de synthese van onder meer N-methylpyrrolidon, 2-pyrrolidon (reactieproduct van GHB en ammoniak), polyvinylpyrrolidon, methionine, landbouwchemicaliën (herbiciden, plantengroeiregelaars) en geneesmiddelen.
Verder wordt het gebruikt als oplosmiddel voor polymeren, waaronder polyacrylonitril, celluloseacetaat, polymethylmethacrylaat en polystyreen, voor het verwijderen van graffiti, als verdunner in nagellakremovers, verfafbijtmiddelen, lijmen (zoals secondelijm of cyanoacrylaatlijm) Gamma-butyrolacton is ook een oplosmiddel in elektrolyt voor condensatoren.
Gamma-butyrolacton is een hulpstof bij het verven van textielvezels en polymerisatie-initiator.

## Gebruik als drugs - Toxicologie en veiligheid
Gamma-butyrolacton wordt door de lever in het lichaam omgezet in GHB (4-hydroxybutaanzuur). Het doseren gaat meestal met een milliliter spuitje; daar 2 à 3 ml al een ruime dosering is.
Het innemen van gamma-butyrolacton kan schadelijker zijn dan het innemen van GHB omdat GBL een cyclisch ester (lacton) is. Dit lost direct weefsel op. De pH-waarde van gamma-butyrolacton is niet direct te meten. De vloeistof is irriterend voor de ogen, en kan ook irriterend zijn voor de huid.
Er wordt door meerdere artsen en verslavingsartsen gezegd, dat oraal gebruik van gamma-butyrolacton zowel de slokdarm als de ingewanden kan aantasten. Aangezien het schadelijk is bij opname door de mond en irriterend voor de ogen, wordt aangeraden bij gebruik beschermende kleding te dragen en als het in de ogen komt het onmiddellijk met veel water uit te spoelen en deskundig medisch advies in te winnen.